# Agua Blanca
Agua Blanca – miasto w południowo-wschodniej Gwatemali, w departamencie Jutiapa, około 45 km na północny wschód od stolicy departamentu, miasta Jutiapa, oraz około 35 km od granicy z Hondurasem. Miasto leży w śródgórskiej dolinie, na wysokości 897 m n.p.m., w górach Sierra Madre de Chiapas. Według danych szacunkowych w 2012 roku liczba ludności miasta wyniosła 3048 mieszkańców.

## Gmina Agua Blanca
Jest siedzibą władz gminy o tej samej nazwie, która w 2012 roku liczyła 14 531 mieszkańców. Gmina Jutiapa jest najbardziej wysuniętą na północ gminą w departamencie granicząc z departamentami Jalapa i Chiquimula. Gmina jak na warunki Gwatemali jest średniej wielkości, a jej powierzchnia obejmuje 340 km². Kilka kilometrów na północ od miasta wznosi się stratowulkan Ipala, którego krater wypełnia woda, tworząc na wysokości 1493 m n.p.m. jezioro Ipala (Laguna de Ipala).